# Liste der Monuments historiques in Auxon (Aube)
Die Liste der Monuments historiques in Auxon führt die Monuments historiques in der französischen Gemeinde Auxon auf.

## Liste der Immobilien
| Bezeichnung            | Beschreibung            | Standort                 | Kennzeichnung | Schutzstatus | Datum | Bild           |
| ---------------------- | ----------------------- | ------------------------ | ------------- | ------------ | ----- | -------------- |
| Kirche St-Loup-de-Sens | aus dem 16. Jahrhundert | Auxon, Grande-Rue (Lage) | PA00078021    | Classé       | 1949  | weitere Bilder |

## Liste der Objekte
| Bezeichnung                                                        | Beschreibung                                                                                   | Standort                                    | Kennzeichnung | Schutzstatus   | Datum | Bild |
| ------------------------------------------------------------------ | ---------------------------------------------------------------------------------------------- | ------------------------------------------- | ------------- | -------------- | ----- | ---- |
| Skulptur Heilige Martha                                            | Kalkstein, farbig gefasst, 16. Jahrhundert                                                     | Auxon, in der Kirche St-Loup-de-Sens (Lage) | PM10003906    | Inscrit        | 1975  |      |
| Prozessionsstab                                                    | Holz, um 1600; verschwunden                                                                    | Auxon, in der Kirche St-Loup-de-Sens (Lage) | PM10000077    | Classé         | 1913  |      |
| Glocke                                                             | Bronze, 1563 gegossen; nach 1990 verschwunden                                                  | La Coudre, in der Kapelle Notre-Dame (Lage) | PM10000063    | Classé         | 1895  |      |
| Pietà                                                              | Kalkstein, 16. Jahrhundert                                                                     | Auxon, in der Kirche St-Loup-de-Sens (Lage) | PM10000069    | Classé         | 1908  |      |
| Skulptur Heiliger Jakobus der Ältere                               | Kalkstein, farbig gefasst, erste Hälfte des 16. Jahrhunderts                                   | Auxon, in der Kirche St-Loup-de-Sens (Lage) | PM10003336    | Classé         | 1913  |      |
| Skulptur Heiliger Eligius                                          | Kalkstein, farbig gefasst, 16. Jahrhundert                                                     | Auxon, in der Kirche St-Loup-de-Sens (Lage) | PM10003902    | Inscrit        | 1975  |      |
| Gemälde Heiliger Paulus von Theben und heiliger Antonius der Große | Ölfarbe auf Leinwand, 19. Jahrhundert                                                          | Auxon, in der Kirche St-Loup-de-Sens (Lage) | PM10000085    | Classé         | 1980  |      |
| Kanzel                                                             | Holz, bemalt, 17. oder 18. Jahrhundert                                                         | Auxon, in der Kirche St-Loup-de-Sens (Lage) | PM10003907    | Inscrit        | 1975  |      |
| Chorgestühl                                                        | Holz, 17. Jahrhundert                                                                          | Auxon, in der Kirche St-Loup-de-Sens (Lage) | PM10000065    | Classé         | 1895  |      |
| Skulptur Heiliger Maurus                                           | Kalkstein, farbig gefasst und vergoldet, 16. Jahrhundert                                       | Auxon, in der Kirche St-Loup-de-Sens (Lage) | PM10000067    | Classé         | 1908  |      |
| Skulptur Madonna                                                   | Teil der Kreuzigungsgruppe; Kalkstein, farbig gefasst, Ende des 16. Jahrhunderts               | Auxon, in der Kirche St-Loup-de-Sens (Lage) | PM10000081    | Classé         | 1943  |      |
| Skulpturengruppe Heiliger Hubertus                                 | Kalkstein, farbig gefasst, zweites Viertel des 16. Jahrhunderts                                | Auxon, in der Kirche St-Loup-de-Sens (Lage) | PM10000084    | Classé         | 1975  |      |
| Skulptur Heiliger Rochus                                           | Kalkstein, erste Hälfte des 16. Jahrhunderts                                                   | Auxon, in der Kirche St-Loup-de-Sens (Lage) | PM10003033    | Classé         | 1913  |      |
| Reliquienschrein der heiligen Nikolaus und Robert von Molesme      | Holz, vergoldet, 19. Jahrhundert                                                               | Auxon, in der Kirche St-Loup-de-Sens (Lage) | PM10003900    | Inscrit        | 1975  |      |
| Pruzessionsstab Madonna mit Kind                                   | Holz, vergoldet, 19. Jahrhundert                                                               | Auxon, in der Kirche St-Loup-de-Sens (Lage) | PM10003904    | Inscrit        | 1975  |      |
| Skulptur Stehende Madonna mit Kind (1)                             | Kalkstein, farbig gefasst und vergoldet, 14. Jahrhundert                                       | Auxon, in der Kirche St-Loup-de-Sens (Lage) | PM10000070    | Classé         | 1908  |      |
| Skulptur Heiliger Lupus von Sens                                   | Kalkstein, farbig gefasst, 16. Jahrhundert                                                     | Auxon, in der Kirche St-Loup-de-Sens (Lage) | PM10000071    | Classé         | 1913  |      |
| Skulptur Christus in der Rast                                      | Kalkstein, farbig gefasst, 16. Jahrhundert                                                     | Auxon, in der Kirche St-Loup-de-Sens (Lage) | PM10000072    | Classé         | 1913  |      |
| Skulptur Petrus                                                    | Kalkstein, farbig gefasst, um 1600                                                             | Auxon, in der Kirche St-Loup-de-Sens (Lage) | PM10000076    | Classé         | 1913  |      |
| Skulptur Sitzende Madonna mit Kind (1)                             | Holz, 13. Jahrhundert                                                                          | Auxon, in der Kirche St-Loup-de-Sens (Lage) | PM10000078    | Classé         | 1913  |      |
| Skulptur Heiliger Sebastian                                        | Kalkstein, farbig gefasst, erste Hälfte des 16. Jahrhunderts                                   | Auxon, in der Kirche St-Loup-de-Sens (Lage) | PM10000079    | Classé         | 1943  |      |
| Skulptur Stehende Madonna mit Kind (2)                             | Kalkstein, farbig gefasst, 16. Jahrhundert                                                     | Auxon, in der Kirche St-Loup-de-Sens (Lage) | PM10000082    | Classé         | 1958  |      |
| Fragmente eines Retabels                                           | Holz, vergoldet, 17. oder 19. Jahrhundert                                                      | Auxon, in der Kirche St-Loup-de-Sens (Lage) | PM10000083    | Classé         | 1975  |      |
| Glocke                                                             | Bronze, 1506 gegossen                                                                          | Auxon, in der Kirche St-Loup-de-Sens (Lage) | PM10003032    | Classé         | 1895  |      |
| Taufbecken                                                         | Kalkstein, bezeichnet 1567                                                                     | Auxon, in der Kirche St-Loup-de-Sens (Lage) | PM10000064    | Classé         | 1895  |      |
| Kirchenfenster                                                     | aus dem 16. Jahrhundert                                                                        | Auxon, in der Kirche St-Loup-de-Sens (Lage) | PM10000066    | Classé Inscrit | 1949  |      |
| Relief Hubertuslegende                                             | Kalkstein, ehemals farbig gefasst, Ende des 16. Jahrhunderts                                   | Auxon, in der Kirche St-Loup-de-Sens (Lage) | PM10000068    | Classé         | 1908  |      |
| Skulptur Heiliger Nikolaus                                         | mit Stifterfigur; Kalkstein, farbig gefasst, 16. Jahrhundert                                   | Auxon, in der Kirche St-Loup-de-Sens (Lage) | PM10000074    | Classé         | 1913  |      |
| Skulptur Heilige Katharina                                         | Kalkstein, farbig gefasst, erste Hälfte des 16. Jahrhunderts, eventuell vom Meister von Mailly | Auxon, in der Kirche St-Loup-de-Sens (Lage) | PM10000075    | Classé         | 1913  |      |
| Skulptur Heiliger Antonius der Ältere                              | Kalkstein, Ende des 16. Jahrhunderts                                                           | Auxon, in der Kirche St-Loup-de-Sens (Lage) | PM10000080    | Classé         | 1943  |      |
| Skulptur Sitzende Madonna mit Kind (2)                             | Kalkstein, farbig gefasst, 14. Jahrhundert;                                                    | La Coudre, in der Kapelle Notre-Dame (Lage) | PM10000086    | Classé         | 1983  |      |
| Skulpturen der vier Evangelisten                                   | Holz, vergoldet, 17. oder 19. Jahrhundert                                                      | Auxon, in der Kirche St-Loup-de-Sens (Lage) | PM10003903    | Inscrit        | 1975  |      |
| Skulptur eines heiligen Abtes                                      | Kalkstein, farbig gefasst, 16. Jahrhundert                                                     | Auxon, in der Kirche St-Loup-de-Sens (Lage) | PM10003905    | Inscrit        | 1975  |      |
| Prozessionskreuz                                                   | Bronze, Email, 12. Jahrhundert; im Kathedralschatz in Troyes deponiert                         | La Coudre, in der Kapelle Notre-Dame (Lage) | PM10000087    | Classé         | 1894  |      |
| Kollektenschale                                                    | Kupfer, versilbert, 17. Jahrhundert; verschwunden                                              | Auxon, in der Kirche St-Loup-de-Sens (Lage) | PM10003901    | Inscrit        | 1975  |      |